# Алавиты

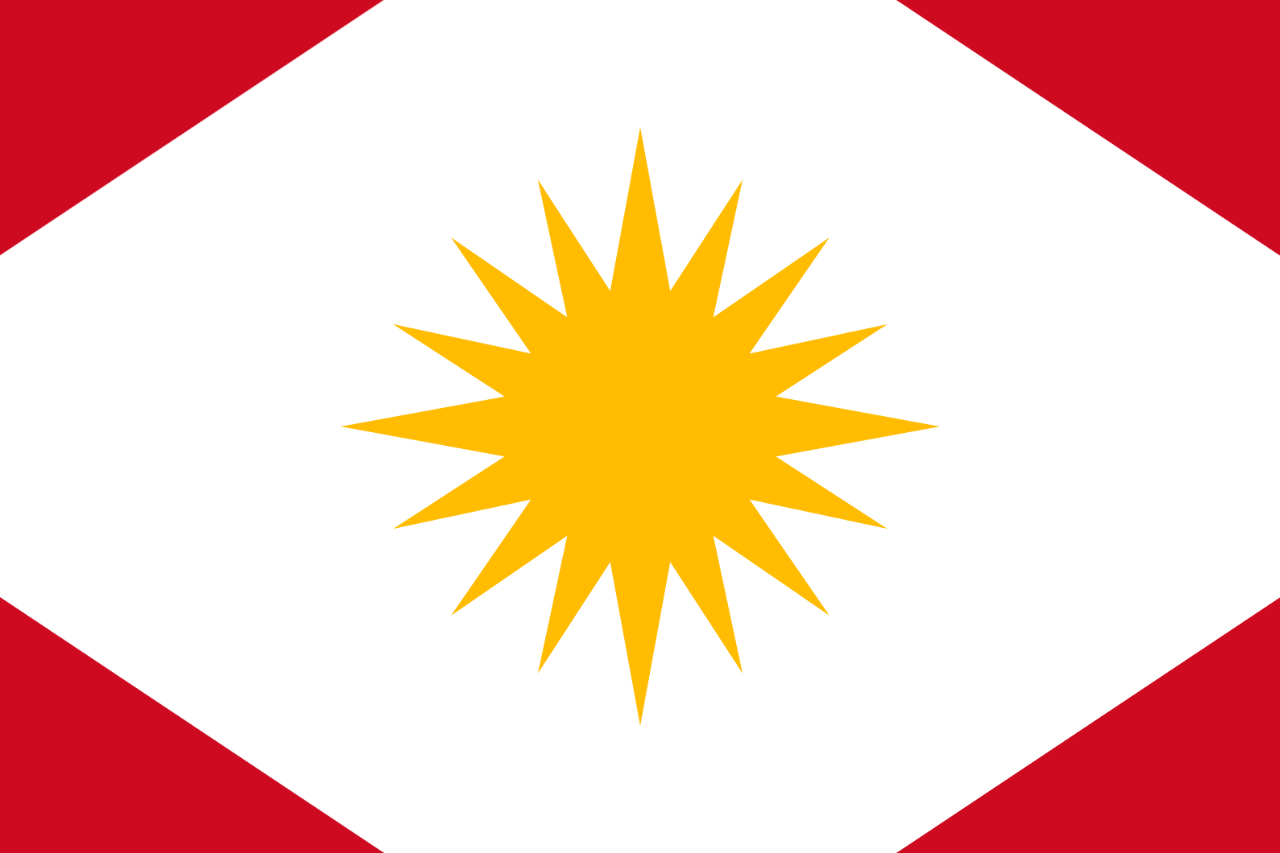
Флаг алавитов

Алави́ты (алауи́ты, араб. العلويون‎ — al-'Alawiyūn), также известны как нусайри́ты (по имени основателя; араб. نصيريون‎ — Nuṣayriyūn, тур. Nusayriler), «Али-Алла» (обожествляющие Али) — последователи алавизма — синкретической религии, которую можно рассматривать и как эзотерическое ответвление персидского направления ислама и даже шиизма, с которым алавитов объединяет культ Али, зятя и двоюродного брата пророка Мухаммеда.
Алавизм (не путать с алевизмом) — название для ряда исламских религиозных направлений, ответвлений или сект, которые близки к учению шиитов-исмаилитов и гностическому христианству. Некоторые мусульманские теологи (например, последователи знаменитой фетвы (толкования/взгляда на проблему) Ибн Таймийи считают, что алавиты откололись от шиизма и отошли в своих взглядах и религиозной практике от доминирующих исламских направлений так далеко, что во многом потеряли право считаться частью ислама вообще, превратившись в особую религию — смесь ислама, христианства и доисламских восточных верований («джахилия»).
Есть мнение, что термин «алавиты» употребляется для самоназвания и обозначения не одной, а нескольких самостоятельных, различных как по генезису, так и по религии мусульманских сект, согласно которому турецкие «кызылбаши» (алевиты) и сирийские «алавиты» не имеют ни общих корней, ни общей религиозной практики. Так, могут разграничиваться термин Alawi (в отношении сирийских нусайритов) и Alevi (в отношении турецких алевитов). С. Гафуров указывал на значительную разницу также между турецкими и сирийскими собственно алавитами, но подчёркивал, что этот вопрос остаётся в европейском востоковедении нерешённым. Различия между левантийскими и малоазиатскими группами нусайритов могут быть объяснены в рамках классификации алавитов на «солнечных» — «лунных» и «западных» — «восточных». Гафуров в рамках материалистического понимания истории религий подчёркивал, что разница в культе может и должна пониматься как результат различных социально-экономических условий существования алавитских социальных групп в Сирии и Турции, где религия нусайритов «отражает классовые интересы различных социальных групп — феодалов в Сирии и мелкобуржуазные слои в Турции».
Помимо прочего, прилагательное «алеви» (производное от широко распространённого имени «Али») может употребляться и часто употребляется, как имя нарицательное, а не имя собственное, то есть, что принадлежащие или соотнесённое с любым человеком по имени Али, что нередко вызывает путаницу.
Нижеследующий текст относится по преимуществу к сирийским алавитам, включая и этнических сирийцев, проживающих на территории Турции, главным образом, в районе Александретты. Турецкие алавиты, составляющие от 10 до 12 миллионов, видимо, представляют собой достаточно самостоятельный феномен, сильно отличающийся от левантийского. В Турции также проживает пять миллионов алевитов, политические взгляды которых обычно близки к взглядам большинства алавитов Турции, несмотря на религиозные различия.
Среди западных (Р. Груссе, Э. А. Томпсон, Отто Маенхен-Гельфен, К. Келли) и, согласно некоторым мемуарам, российских (Густерин П. В.) («ленинградская школа») востоковедов существует и альтернативная классификация, согласно которой алавиты представляют собой не самостоятельную секту, а видоизменённый шиитский суфизм, скрытый принципом «такия».

## Происхождение
Алавизм возник в IX веке. Традиционно считается (при этом в европейском востоковедении предполагается, что традиция идёт от оппонентов и врагов алавитов), что течение основано богословом Мухаммадом ибн Нусайром (умер в Басре около 883), который, будучи приверженцем одиннадцатого шиитского имама Хасана аль-Аскари, проповедовал его божественность, себя же называл его посланником — «Вратами» (Баб). Учение Ибн Нусайра было развито Мухаммадом аль-Джаннаном аль-Джунбулани.

## Численность и расселение

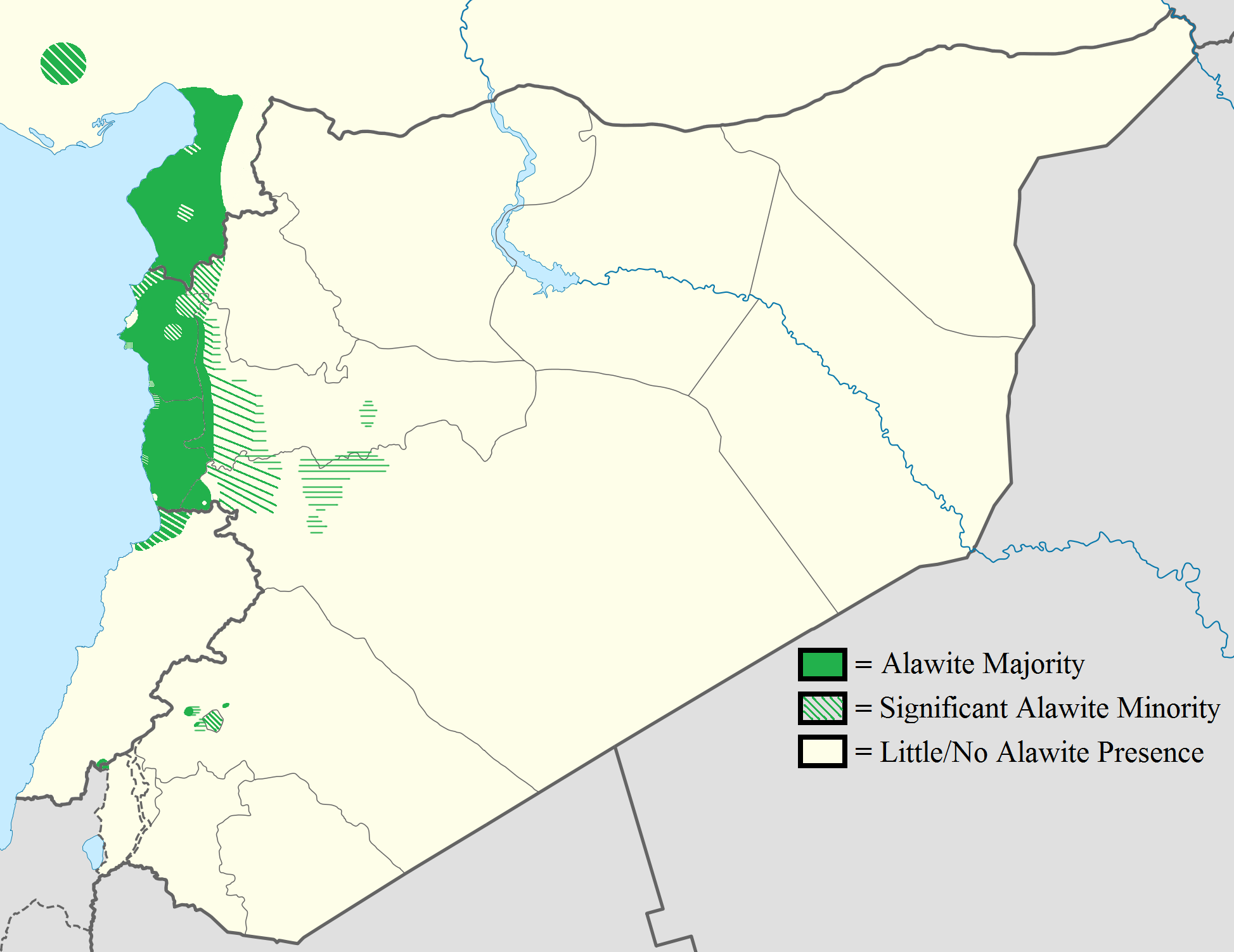
Карта расселения алавитов на территории Сирии, Ливана и Турции.

Точную численность алавитов установить невозможно в связи с отсутствием в Сирии и Турции выделения их как самостоятельной группы при переписях населения.
В Сирии их от  12-15% населения, то есть около 3 млн. Они населяют западную, прибрежную часть Сирии в районе Латакии-Тартуса. В период французской оккупации здесь располагалось государство Алавитов. Алавитские племена Сирии делятся на четыре группы: Хаятыя, Калябия, Хаддадия и Мутавира. В Турции, где алавиты преследовались с 1826 года, их численность установить невозможно.

## История
Начало истории алавитов малоизвестно, но в XVI веке в Леванте (в Джубейле и в Бааль-беке) усилились и были признаны османским правительством два владетельных алавитских семейства — шейхи Бени Хамади и эмиры Харфуш из-за Евфрата.
В XVI—XVIII веках Гора Кельбие (Касьюн), древний Кассион, была населена одним из ответвлений алавитов «бедным и мирным племенем ансариев, о которых и поныне правительство не имеет другой заботы, как разве собирать с них ежегодно подати». К. М. Базили так характеризует конфессиональную ситуацию среди мусульман Леванта:

Округа, прилежащие к северным [отрогам] Ливана, управлялись наследственно суннитскими эмирами Сиффа; округа Джубейль и Баальбек — алавитами шейхами Хамади и эмирами Харфуш. И племена эти, и владетельные семейства по собственному движению признавали над собой власть [видного друзского феодала] Фахраддина и домогались его покровительства. Племена алавитов занимали окрестности Сайды и городок Сур.

Турецкое правительство систематически разжигало конфликты между алавитами, исмаилитами и друзами для противостояния феодальной вольнице, последовательно поддерживая то одну, то другую стороны. К XVIII веку алавитам удалось практически полностью вытеснить исмаилитские кланы из Леванта, главным образом, в результате боевых действий.
В XVIII веке «могущественный алавитский шейх Насиф Нассар мог выставить в поле несколько тысяч отличной кавалерии, владел богатыми землями и множеством замков» (Базили). Помимо прочего он выступил союзником российского флота в экспедиции во время русско-турецкой войны 1768—1774, когда Екатерина II направила русскую эскадру под командованием А. Г. Орлова из Балтийского в Средиземное море для операций против турецкого флота и для поддержки антитурецкого движения греков и славян. После поражения 26 июня 1770 турецкого флота в битве в Чесменской бухте русская эскадра осуществляла полный контроль над восточной частью Средиземного моря. Основная база русского флота находилась на острове Паросе в порту Ауза, откуда русские суда блокировали средиземноморские владения Турции и уничтожали остатки турецкого флота.
Во время Египетского похода Бонапарта алавиты поддержали французскую армию при осаде Акко. Наполеон I Бонапарт писал в своей работе о Египетском походе об участии алавитов в осаде Акко так:

Несколько дней спустя явилась масса метуали (алавитов) — мужчин, женщин, стариков, детей — в количестве 900 человек; из них только 260 были вооружены, причём половина имела коней, а вторая половина — не имела. Главнокомандующий пожаловал ментики трём вождям и возвратил им владения их предков. В прежнее время численность этих метуали достигала 10000; Джеззар (турецкий губернатор) погубил почти всех; это были мусульмане-алиды. Генерал Виаль перешёл через гору Сарон и вступил в Сур — древний Тир; это была область алидов. Они взялись разведать побережье до подножья гор; они стали готовиться к военным действиям и обещали к маю выставить 500 хорошо вооружённых всадников для похода на Дамаск.

После капитуляции французского экспедиционного корпуса шейхи алавитов стали жертвой мстительности турецких пашей, египетских мамлюков и местных феодалов. Они пытались обратиться за спасением к своим историческим врагам друзам, но те отказали в помощи, главным образом, в силу неопределённости своего собственного статуса и исторических связей с Британией. Тем не менее, друзские шейхи смогли заметно снизить масштабы расправы, которая не приняла формы геноцида, но ограничилась ликвидацией значительной части феодальной верхушки и резким сокращением контролируемых алавитскими шейхами территорий. (Особенно в Палестине. Власть алавитских шейхов сохранилась только в районе Латакии — Касьюна.)

## Основы вероучения
По учению алавитов, Бог представляет собой нераздельное единство трёх ипостасей, которые обозначаются терминами Мана (араб. معنى‎ «смысл»), Исм (араб. اسم‎ «имя») и Баб (араб. بَاب‎ «врата»). В соответствии с их вероисповеданием, Али, родственник и зять пророка Мухаммеда, воплощает божественный смысл, представляя самого Бога, от которого происходит всё сущее. Мухаммед рассматривается как имя, отражающее смысл, и, согласно алавитам, он создал Салмана аль-Фариси, представляющего собой врата к Богу через имя. Согласно алавитской вере, Бог семь раз воплощался на земле через таких пророков, как Адам, Нух (Ной), Якуб (Иаков), Муса (Моисей), Сулейман (Соломон), Иса (Иисус) и Мухаммед. Весьма почитается также Фатима, дочь пророка Мухаммада и супруга Али — как бесполое существо из света аль-Фатир. Познать Бога невозможно, если только он сам не откроется, явившись в образе человека; таких явлений было семь (в лице признаваемых исламом пророков). Всё это — воплощения Али. Сам Мухаммад, согласно алавитам, заявил: «Я из Али, а Али из меня»; но Али был сущностью не только Мухаммада, а и всех предыдущих пророков.
В европейском востоковедении принято считать, что достоверной информацией об алавитах современная наука не располагает. Сведения об алавитах получены от случайных или враждебных источников, а также от ренегатов алавизма. Сами алавиты религиозным прозелитизмом не занимаются и информацию о своей религии распространяют крайне неохотно. Дополнительную сложность представляет то, что алавиты применяют практику такия, позволяющую им соблюдать обряды других религий, сохраняя веру в душе.
Есть не вполне достоверные сведения, что главная священная книга алавитов — «Китаб аль-Маджму» содержит 16 сур и является подражанием Корану. Полностью достоверных текстов Китаб аль-Маджму в распоряжении европейских востоковедов нет. Полагают, что она начинается следующим образом: «Кто наш господин, который создал нас? Ответ: это эмир верующих, эмир веры, Али Ибн Абу Талиб, Бог. Нет Бога, кроме него».
Некоторые специалисты полагают, что в основе вероучения алавитов — представление о «Вечной Троице»: Али как воплощение Смысла, Мухаммад как воплощение Имени и Сальман аль-Фарси, сподвижник пророка и первый неараб (перс), принявший ислам, как воплощение Врат («Аль-Баб». «Врата» — титул ближайшего сподвижника всякого имама). Они выражаются буквами: «айн» (ع), «мим» (م) и «син» (س) — Амас. Европейские религиозные проповедники и конфессиональные востоковеды приписывают алавитам устойчивую приверженность «тайному знанию» и склонность к мистическим построениям.
При этом, по сведениям христианских миссионеров, алавиты очень почитают также Ису, христианских апостолов и ряд святых, празднуют Рождество и Пасху, на богослужениях читают Евангелие и причащаются вином, используют христианские имена. Среди алавитов имеются 4 основных конфессиональные организации, скорее всего, не подчиняющиеся друг другу, поклоняющиеся Луне, Солнцу, вечерней и утренней заре, но в этом вопросе у них существуют разногласия. Так называемые «шамсиюн» (поклонники Солнца) полагают, что Али «произошёл из сердца Солнца». Поклонники света считают, что Али «произошёл из глаза Солнца», тогда как «калязиюн» (по имени основоположника — шейха Мухаммада Калязи) отождествляют Али с Луной. Кроме того алавиты делятся на тех, кто поклоняется свету («нур») и тьме («зульм»).
По народным поверьям алавитов, люди существовали до сотворения Земли и были светящимися огнями и планетами; тогда они не знали ни послушания, ни греха. Они наблюдали Али как Солнце. Затем Али являлся им в разных обличьях, демонстрируя, что познавать его можно лишь тогда, когда он сам выберет средство для этого. После каждого появления проходило 7777 лет и 7 часов. Затем Али-бог создал земной мир и дал людям телесную оболочку. Из грехов он создал демонов и шайтанов, а из козней шайтана — женщину.
Алавиты признают переселение душ (танасух). По народным поверьям, после смерти душа человека переселяется в животное, причём душа дурного человека — в тех животных, которых употребляют в пищу; после семикратной инкарнации душа праведного попадает в звёздную сферу, душа же грешника — в сферу чертей и бесов (приблизительный, но не точный аналог европейских демонов). По мнению алавитов, у женщин души нет, во всяком случае, души в том понимании, в каком она есть у мужчин. Молитвы у алавитов разделены на мужские и женские (мужских больше), и женщины не допускаются к мужским богослужениям, точно так же как и у мужчин нет оснований присутствовать при молитвах женщин.
Из мусульманских источников следует, что в исламской традиции алавиты отвергают шариатские мазхабы суннитов и, возможно, шиитов (однако после 1973 года шииты включают алавитов в своё число), а также те из хадисов, что восходят к «истинным и мнимым врагам Али» — первому халифу Абу-Бакру (как «узурпатору» власти Али) и жене пророка Аише («сражавшейся против Али»).

## Культ, обряды, организация
Алавиты верят в то, что члены семьи пророка Мухаммеда (ахль аль-бейт) обладают абсолютными знаниями. Они проводят раздел между избранными, обладающими тайным знанием, и непросвещённой массой. Избранные называются «особыми» («хасса»), прочие — «рядовыми» («амма»). Судебную власть над любой общиной осуществляет имам, без него также не могут проводиться многие обряды. Следующие, после имама, категории шейхов — «накиб» (представляющий Мухаммада) и «наджиб» (представляющий Сальмана). Утверждают, что хасса может быть только тот, кто родился от отца и матери — алавитов.
Есть сведения, что в хасса посвящают с совершеннолетием (18 лет), в собрании «особых» под руководством местного имама; сообщив посвящаемому тайны религии, с него берут клятву не разглашать их, в подтверждение чего он причащается бокалом вина и пятьсот раз произносит священное слово «Амас» (Али, Мухаммад, Сальман). Обряды алавитов тоже окружены налётом тайны: по сведениям врагов алавитов, они свершаются по ночам в особых часовнях (кубба, араб.: купол), расположенных на возвышенных местах. В мечети, построенные алавитами в своих населённых пунктах, обычно алавиты не ходят, и мечети ранее часто приходили в запустение, а сейчас их поддержание в порядке финансируется алавитскими общинами, для которых характерен исключительно высокий уровень веротерпимости.
Обрядовую сторону ислама алавиты сильно упростили. Пост рамадана они сохранили, но он длится у них только полмесяца (а не месяц). Ритуальные омовения отсутствуют, намаз только два раза в день (вместо пяти). Отменены многие исламские запреты, включая запрет алкоголя.

## Взаимоотношения с другими религиями
Некоторые мусульмане ненавидят алавитов, воспринимая их не как особую религию, а как извращение истинной веры.
Ибн Таймия утверждал, что ущерб, наносимый алавитами мусульманской общине, велик, и настаивал на том, что мусульмане не должны вступать в гражданские правоотношения с алавитами на основе правил, принятых мусульманами между собой.
По мнению мусульманских врагов алавитов, сами алавиты, в свою очередь, также дистанцировались от мусульман и охотнее сближались с христианами, на женщинах которых нередко женились. Так, сближение между турецкими армянами и курдским алавитским племенем заза (в районе Дерсим) было таким тесным, что у нынешних потомков турецких армян сохранилось воспоминание об «армянах-заза». Этим может объясняться неоднократное появление гипотез, согласно которым алавиты являются потомками христиан: крестоносцев, киликийских армян и т. д.

## Алавиты в XX веке
Светски ориентированное руководство алавитских общин и в Турции, и в Сирии в течение XX века, как правило, поддерживало секуляризацию общества и гражданское равноправие, независимо от конфессиональной принадлежности.
В Сирии, находившейся под французским мандатом Лиги Наций, в августе 1920 года была создана «автономная территория алавитов» со столицей в Латакии, 12 июня 1922 года объявленная «Государством алавитов». У этого государства был свой флаг: белый с жёлтым солнцем посередине и четырьмя красными углами. Население его составляло 278 тыс. чел., из них 176 тыс. алавитов. В 1930 году переименована в «Санджак Латакия».
После общесирийского национального восстания Государство Алавитов было присоединено к Сирии 5 декабря 1936 года, при этом, исходя из юридической системы французского мандата в Ливане, ведущие шейхи алавитских племён приняли ряд деклараций о безусловной принадлежности алавизма к шиитскому исламу (первая такая декларация была сделана в июле 1936 года).
В 1970 году алавит Хафез аль-Асад совершил военный переворот и стал президентом Сирии. Это вызвало недовольство многих мусульман, христиан и евреев, указывавших, что по конституции президентом Сирии может быть только мусульманин.
В 1973 году имамы шиитов-двунадесятников приняли фетву, что на алавитов распространяются юридические правила отношений между шиитами, что означало официальное признание алавитов мусульманами (течением шиизма). Это усилило недовольство суннитов Сирии, которые составляют большинство населения этой страны. Под знаменем исламского сопротивления секулярно-алавитскому режиму в городе Хама произошло вооружённое восстание. Оно сопровождалось массовыми убийствами Исламистами, в частности большинства курсантов артиллерийского училища. Подавление восстания алавитским руководством привело к гибели от 7 тыс. до 35 тыс. террористов и членов их семей и к значительному разрушению города. По неподтверждённым сведениям, правительственными войсками против террористов применялось химическое оружие.

## Известные алавиты
- Хафез Асад — сирийский военный, государственный и политический деятель, бывший министр обороны Сирии, бывший премьер-министр Сирии, первый президент Баасистской Сирии, генерал.
- Башар Асад — сирийский государственный и политический деятель, второй президент Баасистской Сирии и секретарь сирийского регионального отделения партии Баас. Маршал. Сын Хафеза Асада.